# Kazuko Ito-Yamaizumi
Kazuko Ito-Yamaizumi, född 17 januari 1935, död 27 augusti 2024, var en japansk bordtennisspelare och världsmästare i dubbel, mixed dubbel och lag. Hon var även asiatisk mästare i alla grenar.
Hon spelade sitt första VM 1956 och 1971 och 15 år senare sitt 6:e och sista. 
Under sin karriär tog hon 6 medaljer i bordtennis-VM, 5 guld och 1 brons.

## Meriter
- Bordtennis VM
  - 1959 i Dortmund
    - 1:a plats dubbel (med Taeko Namba)
    - 1:a plats med det japanska laget

  - 1961 i Peking
    - kvartsfinal dubbel
    - 1:a plats med det japanska laget

  - 1963 i Prag
    - 3:e plats dubbel (med Noriko Yamanaka)
    - 1:a plats mixed dubbel med Koji Kimura)
    - 1:a plats med det japanska laget

  - 1969 i München
    - Kvartsfinal mixed dubbel

- Asiatiska mästerskapen TTFA
  - 1960 i Bombay
    - 1:a plats singel
    - 1:a plats dubbel
    - 2:a plats mixed dubbel
    - 1:a plats med det japanska laget

  - 1963 i Manilla
    - 1:a plats mixed dubbel
    - 1:a plats med det japanska laget

- Asian Games
  - 1958 i Bangkok
    - 2:a plats singel
    - 1:a plats dubbel
    - 2:a plats mixed dubbel
    - 1:a plats med det japanska laget

  - 1962 i Jakarta
    - 2:a plats singel
    - 3:e plats dubbel
    - 2:a plats mixed dubbel
    - 1:a plats med det japanska laget